# Mycomya falcifera
Mycomya falcifera är en tvåvingeart som beskrevs av Freeman 1951. Mycomya falcifera ingår i släktet Mycomya och familjen svampmyggor. Inga underarter finns listade i Catalogue of Life.